# Trésor de Pionsat

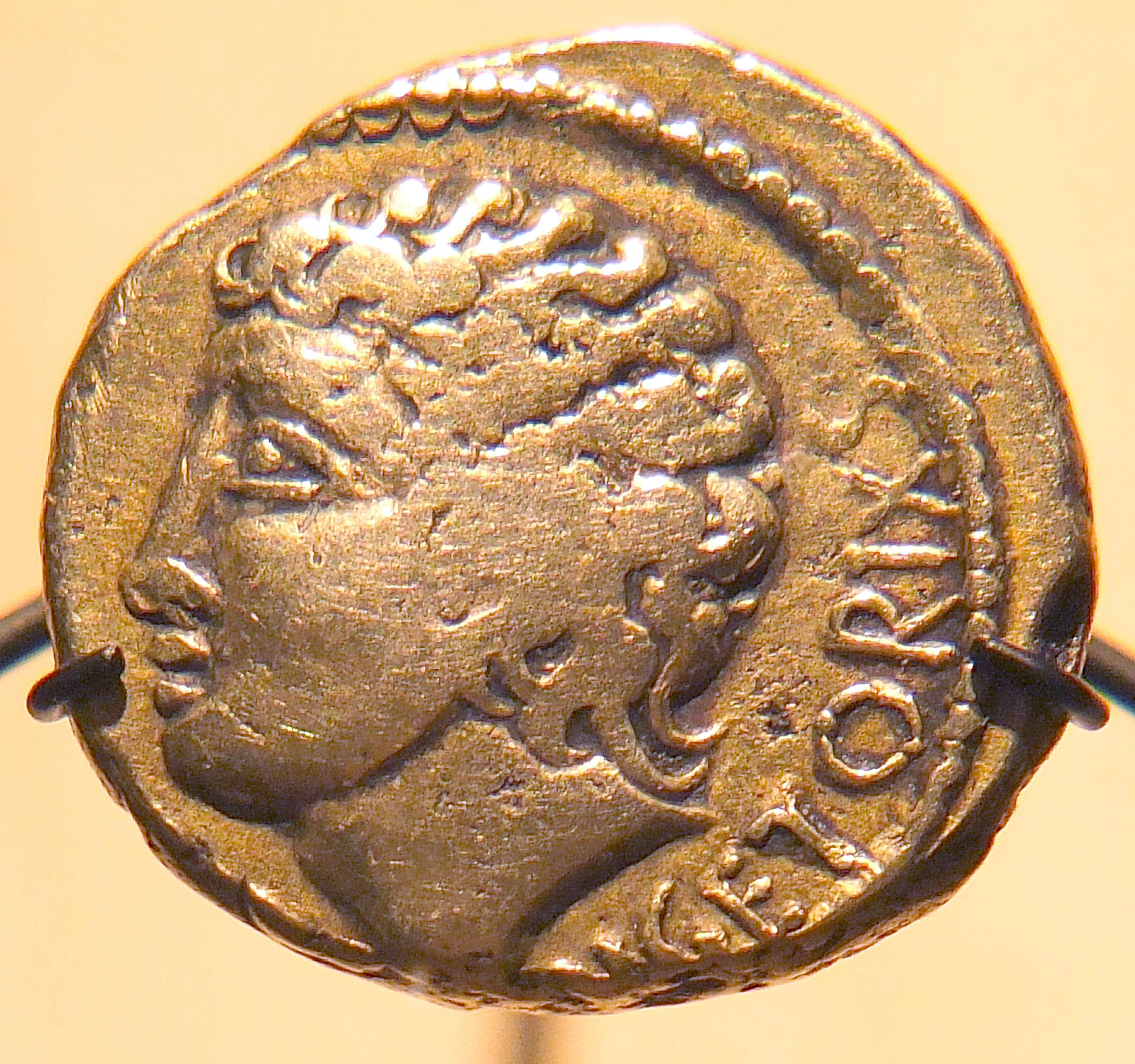
Statère au nom de Vercingétorix.

Le Trésor de Pionsat est un trésor monétaire constitué de statères des Arvernes découvert en 1852 sur le territoire de la commune de Pionsat dans le Puy-de-Dôme. Les monnaies datent du milieu du Ier siècle av. J.-C..

## Contexte de la découverte
Le trésor était enfoui à quelques kilomètres des mines d'or à ciel ouvert de Combraille. À sa découverte, en 1852, il aurait compté de 200 à 300 statères mais la plus grande partie a été rapidement dispersée. On n'en connaît aujourd'hui plus que 51 exemplaires attestés répartis dans des collections publiques et privées. Vingt-et-un exemplaires sont conservés au Cabinet des médailles de la Bibliothèque nationale de France. Un exemplaire au nom de Vercingétorix est conservé au musée des Beaux-Arts de Lyon.

## Intérêt historique

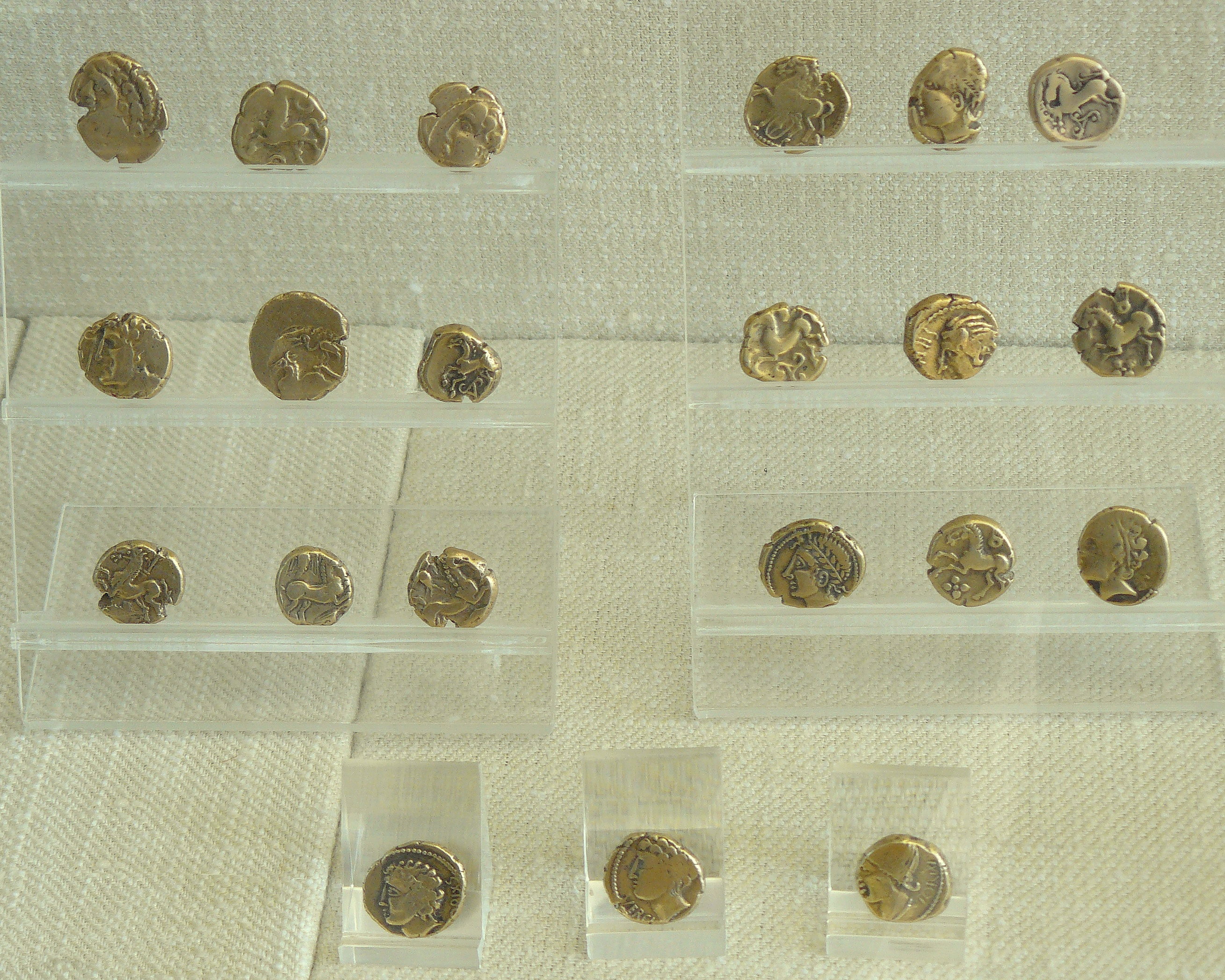
Les vingt-et-un statères exposés au Cabinet des Médailles

Ce trésor est la plus importante source de connaissance du monnayage des Arvernes et surtout des statères attribués à Vercingétorix. Une étude et une thèse menées par Sylvia Nieto et Jean-Noël Barrandon sur le monnayage Arverne portant sur 137 monnaies font état de 27 connues au nom de Vercingétorix dont 16 font partie du trésor de Pionsat.